# Untrue (Band)
Untrue war eine Schweizer Rock-, Pop- und Funk-Band die in ihrer Frühzeit auch experimentelle Einflüsse verwandte. Es existierten zwei unterschiedliche Bandprojekte, zum einen die Originalband, die seit etwa 1985 existierte und auch als Untrue the Band bezeichnet wird, zum anderen Untrue the One Man Band, die nur aus Keyboarder Jürg Maag besteht.

## Geschichte
Untrue wurden um 1986 in Zürich gegründet.  Es startete zunächst als reines Studioprojekt und bestand im Wesentlichen aus Norbert Brasser (Gesang, Gitarre) und Jürg Maag (Bass, Gesang) sowie wechselnden Schlagzeugern. Ihr selbstbetiteltes Debütalbum erschien 1989 über das Schweizer Label Moon Records. Etwa um diese Zeit begann die Band auch live zu spielen.
Maag und Brasser arbeiteten auch als Studiomusiker für diverse andere Künstler wie The Crew, Sisiphos, die Gabi Stiefel Band und Robin Banks.
1997 folgte die Eigenproduktion Under Construction. Erneut kam die Band zu Moon Records, wo 1999 das dritte Album Mystery Train erschien.
2002 erschien das Album Herbscht der Mundart-Band Simplicissimus, das im Wesentlichen aus Untrue bestand.
2012 folgte das Album Ants and Others, erneut als Eigenproduktion. 2016 folgte My World als letztes Werk über die SUISA, Genossenschaft der Urheber und Verleger von Musik.

## Untrue the One Man Band
Seit 2021 veröffentlicht Jürg Maag unter dem Namen Untrue The One Man Band (UTOMB) eigene Alben über Bandcamp.

## Diskografie

### Als Band

#### Alben
- 1989: Untrue (Moon Records)
- 1997:  Under Construction (Eigenproduktion)
- 1999: Mystery Train (Moon Records)
- 2012: Ants and Others (Eigenproduktion)
- 2016: My World (Suisa)

#### Livealben
- 2004: Live (Eigenproduktion)

#### Singles
- 1988: Guilty/Afraid
- 1988: No Hope

### One Man Band

#### Alben
- 2025: Teased & Loved (Thom Feuz & Untrue The One Man Band)

#### EPs
- 2021: A High for Life

#### Singles
- 2023: Look What You Have Done
- 2024: Humankind
- 2024: Reverse Evolution